# Алжирска зидарка
Алжирската зидарка (Sitta ledanti) е вид птица от семейство Sittidae. Видът е застрашен от изчезване.

## Разпространение
Разпространен е в Алжир.